# Floydia praealta
Floydia es una especie monotípica de árbol en la familia Proteaceae, nativa de Australia. No es común, y solo crece en bosques húmedos del sudeste de Queensland y del norte de Nueva Gales del Sur. La única especie es Floydia praealta (F.Muell.) L.A.S.Johnson & B.G.Briggs 1975.
El formato arbóreo tiene una semejanza con la relacionada Macadamia y hasta puede ser confundida con ella. El fruto de F. praealta es tóxico. 

## Descripción
Es un árbol de tamaño medio que alcanza un tamaño  de 30 m de altura, la corteza de color marrón, áspera. Las hojas oblanceoladas a oblongas, de 10-25 cm de largo, 10-30 mm de ancho, por lo general al menos 6 veces más largo que ancho, el ápice ± obtuso, base ± atenuadas, bordes enteros y ondulados, glabras y brillantes, coriáceas, el pecíolo de 6-12 mm de largo. La inflorescencia paniculada, de 5-12 cm de largo; pedicelos de 3-5 mm de largo. Perianto de 12 mm de largo, cremoso de color marrón, pubescentes. Gineceo 15-17 mm de largo. Folículo globoso, por lo general de 30-40 mm de diámetro.

## Taxonomía
Floydia praealta fue descrito por (F.Muell.) L.A.S.Johnson & B.G.Briggs y publicado en Botanical Journal of the Linnean Society 70: 176. 1975.
Sinonimia
- Helicia praealta F.Muell.	[2]